# Tyrannochthonius gezei
Tyrannochthonius gezei es una especie de arácnido  del orden Pseudoscorpionida de la familia Chthoniidae.

## Distribución geográfica
Se encuentra en Camerún.